# Pacifische varaan
De Pacifische varaan (Varanus indicus) is een hagedis uit de familie varanen (Varanidae).

## Naam en indeling
De varaan wordt ook wel mangrovevaraan of Indische varaan genoemd, maar deze laatste naam wordt gebruikt voor de verwante Varanus salvator. De wetenschappelijke naam van de soort werd voor het eerst voorgesteld door François Marie Daudin in 1802. Oorspronkelijk werd de naam Tupinambis indicus gebruikt en later werd de soort ingedeeld bij het niet langer erkende geslacht Monitor. De soortaanduiding indicus betekent vrij vertaald 'uit Indië'.

## Uiterlijke kenmerken
De lichaamslengte van de Pacifische varaan inclusief de lange staart is ongeveer 110 tot 150 centimeter. De vrouwtjes blijven een stuk kleiner en lichter dan de mannetjes. De kleur is donkergrijs tot zwart of soms donkerbruin tot -groen, met over het hele lijf kleine ronde gele vlekjes. Boven de ogen zijn duidelijk vergrote schubben aanwezig.
Vanwege het grote verspreidingsgebied komen ook andere kleurvariaties en -patronen voor evenals afwijkende schubbenstructuur en schedelvormen. De lengte hangt zelfs enigszins samen met de locatie waar de varaan leeft; op eilanden van oostelijk Nieuw-Guinea wordt een lengte van 1 meter bereikt, op Seram een lengte van bijna 1,4 meter.

## Verspreiding en habitat
De varaan komt voor van noordelijk Australië, Nieuw-Guinea en een groot aantal eilanden in Oceanië (onder andere de Carolinen, Marianen en de Marshalleilanden); deze soort heeft een zeer groot verspreidingsgebied. In Australië komt de hagedis alleen in het uiterst noordelijkste puntje van de staat Queensland voor.
De Pacifische varaan wordt vooral in de tropische bossen en mangrovebossen langs kuststreken gevonden.
Door de internationale natuurbeschermingsorganisatie IUCN is de beschermingsstatus 'veilig' toegewezen (Least Concern of LC).

## Levenswijze
Het is een uitstekende zwemmer die zich veel in het water begeeft, zowel op zoek naar prooidieren als om in te schuilen bij gevaar. Op het menu staan vele soorten insecten, vissen, krabben, slakken, kleine vogels, eieren van reptielen en andere dieren en kleine zoogdieren. De Pacifische varaan kan zijn kaken zeer ver opensperren om grotere prooidieren te kunnen eten. In het wild kan de varaan vermoedelijk een leeftijd bereiken van 10 tot 12 jaar.